# درينه السفلى (عبس)

تعديل مصدري - تعديل

درينه السفلى هي إحدى قرى عزلة مطولة بمديرية عبس التابعة لمحافظة حجة، بلغ تعداد سكانها 550 نسمة حسب تعداد اليمن لعام 2004.